# Referendum a Cuba del 2022
Il referendum a Cuba del 2022 si è svolto il 25 settembre 2022 a Cuba per chiedere agli elettori l'approvazione del nuovo codice di famiglia, che prevede fra l'altro di legalizzare il matrimonio tra persone dello stesso sesso, l'adozione da parte di coppie dello stesso sesso e la surrogazione di maternità in forma altruistica.
Oltre alle questioni LGBT, il nuovo Codice di famiglia prevede anche una maggiore protezione per i bambini e gli adolescenti, la corresponsabilità dei genitori nella loro educazione e una rigorosa parità di diritti tra uomini e donne. Il Codice garantisce inoltre ai minori il diritto di non essere oggetto di esclusione, violenza o negligenza da parte dei genitori. Inoltre, viene eliminata la possibilità per le ragazze minorenni e di età superiore ai quattordici anni di sposarsi previo il consenso dei propri genitori o tutori: solo le donne maggiorenni di almeno diciotto anni potranno sposarsi.

## Contesto
Fino al 2019, l'articolo 36 della Costituzione di Cuba (approvata nel 1992) definiva il matrimonio come "l'unione volontaria stabilita tra un uomo e una donna". In quanto tale, la formulazione vietava costituzionalmente il matrimonio tra persone dello stesso sesso.
Nel dicembre 2017, i gruppi LGBT lanciarono una campagna pubblica per abrogare il divieto costituzionale. Il 4 maggio 2018 Mariela Castro dichiarò che avrebbe proposto una riforma della costituzione e introdotto una misura complementare per legalizzare il matrimonio omosessuale nel processo di riforma costituzionale che sarebbe iniziato nel luglio 2018. Il 21 luglio, il Consiglio di Stato, tramite Homero Acosta Álvarez, confermò che il progetto per la nuova costituzione includeva anche una disposizione che definiva il matrimonio come "unione tra due persone". L'Assemblea nazionale approvò il progetto di legge il 22 luglio, che fu oggetto di consultazione pubblica tra il 13 agosto e il 15 novembre 2018.
La questione del matrimonio tra persone dello stesso sesso innescò un dibattito pubblico e l'organizzazione a Cuba. Nel giugno 2018, cinque confessioni cristiane dichiararono che il matrimonio tra persone dello stesso sesso era "contrario allo spirito della rivoluzione cubana comunista". In quella che fu descritta come "una guerra di manifesti", gli oppositori e i sostenitori del matrimonio egualitario hanno affisso centinaia di manifesti intorno all'Avana. Nel settembre 2018, dopo l'opposizione conservatrice alla proposta di legalizzare il matrimonio tra persone dello stesso sesso, il neo presidente Miguel Díaz-Canel annunciò il suo sostegno al matrimonio tra persone dello stesso sesso. Nella sua prima intervista affermò di sostenere "il matrimonio tra persone senza alcuna restrizione" ed è favorevole a "eliminare qualsiasi tipo di discriminazione nella società".
Il 18 dicembre la commissione costituzionale cancellò dal disegno di legge la definizione di matrimonio: decise infatti di usare un linguaggio neutrale che definisse il matrimonio come un "istituto sociale e giuridico" senza riferimento al genere dei coniugi. In tal modo la nuova costituzione non avrebbe legalizzato esplicitamente il matrimonio tra persone dello stesso sesso, ma allo stesso tempo ne sarebbe stato abrogato il divieto. Mariela Castro affermò che il matrimonio tra persone dello stesso sesso sarebbe invece legalizzato attraverso una modifica del Codice della famiglia. Scrivendo sull'Havana Times, il commentatore e attivista per i diritti umani Luis Rondón Paz ha affermato che il governo non aveva mai avuto intenzione di legalizzare il matrimonio tra persone dello stesso sesso, e stava invece cercando di distogliere l'attenzione da altre questioni interne e promuoversi a livello internazionale come uno stato progressista.
La nuova costituzione cubana fu approvata con il referendum del 24 febbraio 2019, con il 90,6% a favore, ed è entrata in vigore il 10 aprile dello stesso anno. L'articolo 82 della nuova costituzione recita:
(Art. 22 - Costituzione di Cuba)

## Convocazione del referendum

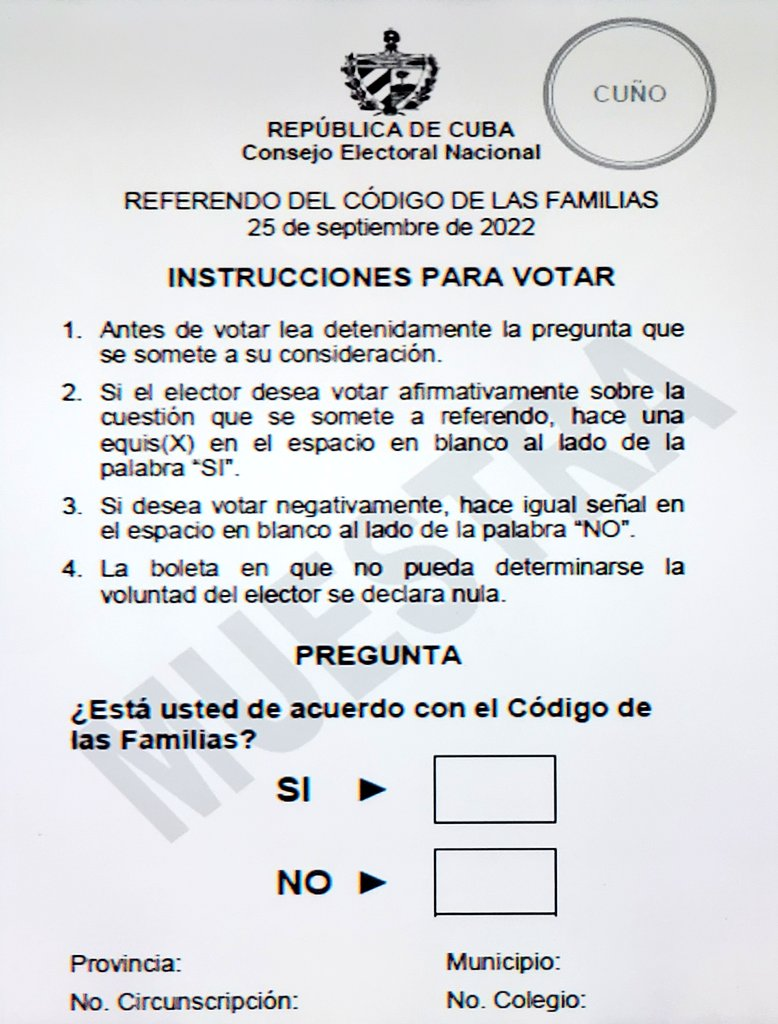
Fac-simile della scheda referendaria

Il 15 settembre 2021, il governo cubano ha pubblicato la bozza del nuovo Codice di famiglia, che legalizza il matrimonio tra persone dello stesso sesso. L'articolo 61 della bozza di codice afferma che il matrimonio è "l'unione consensuale tra due persone" senza specificare il sesso della coppia. Allo stesso modo, i genitori non sono più definiti dal loro sesso, dal momento che gli articoli 30 e 31 consentono l'adozione da parte di coppie dello stesso sesso e concedono esplicitamente il diritto di paternità alle coppie che utilizzano le varie forme di tecnologia di riproduzione assistita. Il nuovo codice è stato accolto positivamente dalle associazioni per i diritti LGBT, anche se sono rimaste caute sul successo dei cambiamenti. Il 30 dicembre 2021 è stata creata una commissione speciale per organizzare il referendum, guidata dal diplomatico Antonio Machín.
Sottoposto ad un periodo di consultazione popolare a partire dal 15 febbraio 2022, il progetto del nuovo Codice di famiglia è stato criticato da alcuni attivisti pro-LGBT, che hanno sostenuto che un diritto fondamentale non dovrebbe essere sottoposto a referendum. Il governo ha risposto che preferiva implementare le modifiche alla legge in modo che fossero accettate dal pubblico, piuttosto che essere imposte con la forza. Il processo referendario si svolge inoltre sullo sfondo di un'ondata di legalizzazione del matrimonio omosessuale nel resto dell'America Latina, aumentando la frustrazione della comunità LGBT cubana per la lentezza dei cambiamenti rispetto alle giurisdizioni vicine.
Il 6 giugno 2022 è stata presentata la versione 25 del Codice di famiglia, che riflette i risultati finali della consultazione pubblica e include modifiche al 48,73% degli articoli. La versione finale del Codice delle Famiglie è stata pubblicata nella Gazzetta Ufficiale della Repubblica di Cuba n. 87, del 17 agosto del 2022.

## Sondaggi
| Fonte                                               | Data                       | Campione      | Sì         | No                          | Incerto | Distacco |        |   |   |   |
| --------------------------------------------------- | -------------------------- | ------------- | ---------- | --------------------------- | ------- | -------- | ------ | - | - | - |
| Fonte                                               | Data                       | Campione      | Granma/PCC | 1 febbraio – 30 aprile 2022 | 434,860 | Distacco | 61,96% | – | – | – |
| Granma/PCC                                          | 1 febbraio – 20 marzo 2022 | Circa 225.000 | 54,00%     | –                           | –       | –        |        |   |   |   |
| Pubblicazione della bozza del Codice della famiglia |                            |               |            |                             |         |          |        |   |   |   |
| Apretaste                                           | Luglio 2019                | 390           | 63,1%      | 36,9%                       | –       | 26,2%    |        |   |   |   |

## Risultati
Il referendum è stato vinto dai "sì" con più del 66% dei voti. Alle votazioni hanno partecipato circa il 74% degli aventi diritto.